# 야라쿠이주

야라쿠이 주의 위치

야라쿠이주(스페인어: Estado Yaracuy)는 베네수엘라 중북부에 위치한 주로 주도는 산펠리페이며 면적은 7,100km2, 인구는 597,700명(2007년 기준)이다. 1909년에 신설되었으며 14개 지방 자치체를 관할한다. 북쪽으로는 팔콘 주, 서쪽으로는 라라 주, 남쪽으로는 코헤데스 주, 동쪽으로는 카라보보 주와 접한다.